# Jungholtz
Jungholtz (tyska: Jungholz) är en kommun i departementet Haut-Rhin i regionen Grand Est (tidigare regionen Alsace) i nordöstra Frankrike. Kommunen ligger i kantonen Soultz-Haut-Rhin som tillhör arrondissementet Guebwiller. År 2022 hade Jungholtz 900 invånare.

## Befolkningsutveckling
Antalet invånare i kommunen Jungholtz
| Referens: INSEE |